# Inhibitie van enzymen
Een inhibitor of enzymremmer is een molecuul dat kan binden aan enzymen en dat daardoor de enzymactiviteit kan verminderen. Enzymen zijn in staat allerlei biochemische reacties efficiënt uit te voeren; ze spelen een cruciale rol in vrijwel alle biologische processen. Door specifieke enzymen te remmen kan de stofwisseling beïnvloed worden. Inhibitie is een essentieel onderdeel van vrijwel alle biochemische processen; biologische systemen bevatten daarom vele soorten inhibitors. Maar er wordt ook veel onderzoek gedaan om nieuwe inhibitors te ontwerpen, te synthetiseren en toe te passen; bijvoorbeeld als geneesmiddel.
De moleculaire structuur van een enzym bevat een actief centrum, de locatie waar een stof zich kan binden om vervolgens door het enzym omgezet te worden in een andere stof. De stof die zich aan een enzym bindt is het substraat. Een inhibitor werkt vaak door op de plaats van het substraat te gaan zitten, waardoor het substraat niet meer kan binden. Een inhibitor kan er ook voor zorgen dat de structuur van het actieve centrum wijzigt, waardoor binding van het substraat eveneens verhinderd wordt. Tegenover inhibitors staan enzymactivators, dit zijn moleculen die enzymactiviteit kunnen verhogen.
Inhibitie kan zowel reversibel (omkeerbaar) als irreversibel (onomkeerbaar) zijn. Irreversibele inhibitors werken doorgaans doordat ze reageren met een enzym; het enzym wordt daardoor chemisch veranderd (door de vorming van een covalente verbinding met de inhibitor). Irreversibele inhibitors kunnen belangrijke aminozuurresiduen veranderen, die nodig zijn voor enzymatische activiteit. Reversible inhibitors daarentegen vormen niet-covalente verbindingen met het enzym; er is dan sprake van een evenwichtsreactie die door veranderende omstandigheden omgekeerd kan worden.

## Reversibele inhibitors

### Typen reversibele inhibitie
Reversibele inhibitors binden aan enzymen door middel van niet-covalente interacties, zoals waterstofbruggen, hydrofobe interacties, en ionenbindingen. Dergelijke interacties zijn vaak zwak, maar wanneer er verschillende van deze interacties aanwezig zijn, dan kan een sterke en zeer specifieke binding ontstaan. De inhibitor kan echter eenvoudig van het enzym verwijderd worden door middel van een verdunning van de concentratie van de inhibitor.

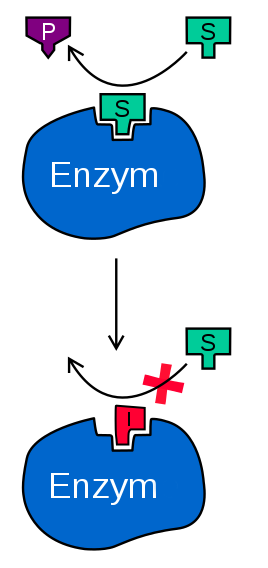
Competitieve inhibitie: substraat (S) en inhibitor (I) concurreren om het actieve centrum

Er zijn vier soorten reversibele inhibitors. Ze zijn geordend volgens het effect wat de concentratie van het substraat van een enzym op de binding van de inhibitor heeft.
- Bij competitieve inhibitie kunnen het substraat en de inhibitor niet tegelijkertijd aan het enzym binden. Het substraat en de inhibitor zijn in competitie om het actieve centrum van het enzym. Vaak hebben de inhibitor en het substraat gelijkende structuren. Dit type inhibitie kan overwonnen worden door een hoge concentratie van het substraat. Er zijn dan zoveel substraatmoleculen aanwezig dat de inhibitormoleculen door middel van evenwichtsreacties uit het actieve centrum verdreven worden.

- Bij anticompetitieve inhibitie (niet te verwarren met niet-competitieve inhibitie, zie onder) kan de inhibitor enkel binden als het enzym en het substraat een complex hebben gevormd. Deze evenwichtsreactie onttrekt het enzym-substraatcomplex aan de omzettingsreactie.

- Bij gemengde inhibitie kunnen de inhibitor en het substraat tegelijkertijd aan het enzym binden. De binding van de inhibitor beïnvloedt daarbij de binding van het substraat, en andersom. Dit type inhibitie kan worden verminderd (maar niet tenietgedaan worden) door hogere concentraties van het substraat. Hoewel sommige inhibitors van dit type in het actieve centrum binden, wordt dit type inhibitie meestal veroorzaakt door een allosterisch effect: de inhibitor bindt op een andere locatie aan het enzym dan het substraat, maar verandert daarbij de driedimensionele structuur van het enzym, waardoor de affiniteit van het substraat voor het actieve centrum wordt verminderd.

- Bij niet-competitieve inhibitie resulteert de binding van de inhibitor aan het enzym in een vermindering van de enzymatische activiteit, maar wordt de binding van het substraat daarbij niet beïnvloed. De snelheid waarmee het enzym het substraat om kan zetten vermindert dus (Vmax wordt kleiner), maar het gemak waarmee een enzym-substraatcomplex wordt gevormd blijft hetzelfde (Km blijft gelijk). De mate van inhibitie hangt in dit geval dus enkel af van de concentratie van de inhibitor.

### Enzymkinetiek met reversibele inhibitors
De enzymkinetiek bestudeert de reactiesnelheden van enzymen. Hierbij wordt gebruikgemaakt van Michaelis-Mentenparameters. Deze constanten worden beïnvloed door inhibitors. Het bekendste model voor enzymkinetiek is de Michaelis-Mentenkinetiek. Deze beschrijft een enzym (E) en zijn substraat (S) die samen een enzym–substraatcomplex (ES) vormen. Het enzym katalyseert vervolgens de omzetting van het substraat in het product (P), waarbij E en P vrijkomen. Een inhibitor (I) kan ofwel binden aan E, ofwel aan ES. Hierbij horen de dissociatieconstanten Ki en Ki'.
Een tweetal parameters waarmee de kinetiek van een enzym beschreven kan worden zijn Vmax en Km.
- Vmax is de maximale snelheid waarmee het enzym het substraat kan omzetten. Hoe hoger de substraatconcentratie, des te meer enzym–substraatcomplexen gevormd worden, en des te meer substraat per tijdseenheid omgezet wordt; Vmax wordt bereikt wanneer alle enzymen bezet zijn.
- Km is de concentratie van het substraat waarbij het enzym de helft van de maximale omzettingssnelheid bereikt. Een hoge Km betekent dat er veel substraat nodig is om een hoge omzettingssnelheid te bereiken.

(Merk op dat het hier gaat om evenwichtsreacties: niet alle enzymen zijn noodzakelijkerwijs bezet, ook al zijn er veel meer substraat- of inhibitormoleculen dan enzymmoleculen; en omgekeerd worden niet alle substraat- of inhibitormoleculen gebruikt, ook al is het enzym in overmaat aanwezig).
De verschillende typen reversibele inhibitie kunnen gekarakteriseerd worden aan de hand van hun invloed op Vmax en Km.
| - Competitieve inhibitors binden aan E, maar niet aan ES. Ze concurreren met het substraat om de binding met het enzym. Ze beïnvloeden dus niet Vmax, want als er maar genoeg substraat aanwezig is zullen alle inhibitormoleculen verdreven worden. Daarentegen wordt wel Km vergroot. Immers, hoe meer inhibitors, hoe meer substraatmoleculen er nodig zijn om de inhibitors te verdrijven. - Anticompetitieve inhibitors binden enkel aan ES. Er zijn dus minder actieve enzym-substraatcomplexen aanwezig, daarom worden zowel Vmax als Km verkleind. - Gemengde inhibitors binden zowel aan E als aan ES, maar met verschillende affiniteit (Ki ≠ Ki'). Ze concurreren met het substraat om de binding aan het enzym (Km is groter) én hinderen katalyse in het ES complex (lagere Vmax). - Noncompetitieve inhibitors hebben gelijke affiniteit voor E and ES (Ki = Ki'). Ze concurreren echter niet met het substraat en hebben daarom geen invloed op Km. Wel hinderen ze de katalyse, en dus verkleinen ze Vmax. |

## Irreversible inhibitie

### Typen irreversible inhibitie

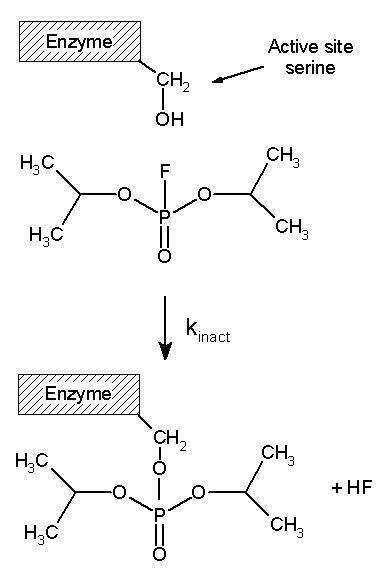
De reactie van de irreversible inhibitor di-isopropylfluorofosfaat (DFP) met een serine-protease

Irreversible inhibitors vormen doorgaans een covalente binding met een enzym, een reactie die niet omkeerbaar is. Irreversibele inhibitors bevatten vaak reactieve functionele groepen, bijvoorbeeld, aldehyden, haloalkanen, alkenen, Michael-acceptors, fenylsulfonaten, fluorofosfonaten of bijvoorbeeld een stikstofmosterd. Dit zijn elektrofiele groepen die met zijketens van aminozuren kunnen reageren. De aminozuurresiduen waarmee ze reageren bevatten nucleofiele groepen zoals hydroxyl(OH-)groepen of sulfhydryl(SH-)groepen. Dit zijn met name serine, cysteine, threonine en tyrosine.
Irreversibele inhibitie dient te worden onderscheiden van de irreversibele deactivatie van enzymen. Een irreversibele inhibitor is doorgaans specifiek voor een bepaalde klasse enzym en deactiveert niet alle eiwitten. Ze vernietigen niet de gehele structuur van een eiwit maar veranderen slechts het actieve centrum. Daartegenover staan een aantal omstandigheden die denaturatie of afbraak (hydrolyse) van een enzym veroorzaken, bijvoorbeeld extreme temperaturen of pH's, of toevoeging van geconcentreerd zoutzuur. Dit zijn niet-specifieke effecten die (vrijwel) alle soorten eiwitten treffen en dat is iets anders dan inhibitie.